# روبل قسطنطين
الروبل القسنطيني ( الروسية: Константиновский рубль, رومنة: Konstantinovskiy rubl') هي عملة فضية نادرة من الإمبراطورية الروسية تحمل صورة قسطنطين، شقيق الإمبراطورين ألكسندر الأول ونيكولاي الأول. إعدت للتصنيع في دار سك العملة في سانت بطرسبرغ خلال فترة حكمه القصيرة عام 1825، ولكن لم تسك بأعداد كبيرة ولم يتداولوها علنًا. حقيقة وجودها، والتي ظلت سرية في روسيا حتى عام 1886، تسربت إلى الصحافة الأوروبية في عام 1857.
وفقًا لإيفان سباسكي، هناك ثمانية روبلات قسطنطينية أصلية من نوعين مختلفين. خمس منها عملات معدنية تجريبية كاملة الحروف على حوافها. ويُعتقد أن عملة سادسة من هذا النوع سُكّت على الأرجح في ديسمبر 1825 واختفت دون أثر. ثلاث عملات معدنية من نوع روبل شوبرت خالية من الحروف على حوافها. وهي على الأرجح عملات تجريبية متوسطة قيد التطوير سُحبت بشكل غير قانوني من دار السك.
توجد ثلاثة روبلات قسطنطينية محفوظة حاليًا في متحف الإرميتاج ومتحف الدولة التاريخي في روسيا ومؤسسة سميثسونيان في الولايات المتحدة. كما يمتلك متحف الإرميتاج ثلاث مجموعات أصلية من قوالب الطباعة، في مراحل مختلفة من الإنجاز، وسبعة عشر عينة من العمل قيد التقدم على الصفيح، وتصميم جاكوب رايشل الأصلي على الرق. جميع روبلات قسطنطين الأصلية الأخرى موجودة في مجموعات خاصة خارج روسيا.
روبل تروبيتسكوي هو روبل قسطنطيني مزيف صُنع في باريس في ستينيات القرن التاسع عشر، وهو بحد ذاته قطعة نادرة. يُحفظ روبلان أصليان من تروبيتسكوي في متحف الإرميتاج ومؤسسة سميثسونيان، بينما الثالث مملوك للقطاع الخاص.

## الوصف
روبل قسطنطين الأصلي يتوافق مع معيار الروبل الفضي الذي إنشأ في عام 1810: سبيكة فضية بدقة 0.833 ألف، 35 قطرها 20.73 ملم جرام الوزن الإجمالي. محتوى الفضة الخالصة للعملة مكتوب بشكل بارز على الوجه الخلفي على هيئة 4 و21/96 زولوتنيك؛ ويضغط على العلامة المميزة على الحافة، باللغة السيريلية. الوزن الفعلي هو 20.63 جرامًا، تزن عملة المتحف التاريخي 20.55 جرامًا، لكن عملة سميثسونيان تزن 18.52 جرامًا فقط جرام. روبل شوبرت بدون أحرف الحافة يزن 20.75 جرام ( روبل شوبرت)، 20.57 جرام (روبل ريختر) و 20.89 غرام (روبل جارشين فوكس). روبل تروبيتسكوي المزيف في مجموعة الإرميتاج هو الأثقل وزنًا بـ 21.48 جرام.
أنماط الوجه والظهر مصفوفة بزاوية 180 درجة (يتطابق الجزء العلوي من الوجه مع الجزء السفلي من الظهر). عادةً ما كانت تُكبس الحروف على الوجه والظهر والحافة في روبلات تلك الفترة، التي كانت تُنتج بكميات كبيرة، في عملية واحدة. وقد أنتجت المكابس الآلية محاذاة شبه مثالية للحروف على الحواف بالنسبة لأسطح الوجه والظهر. أما روبلات قسطنطين، فقد صُنعت يدويًا باستخدام مكابس بسيطة تُشغل يدويًا من قطع فارغة ذات حروف حافة مضغوطة مسبقًا. وتُظهر جميعها درجات متفاوتة من أخطاء المحاذاة.

## التاريخ

### الخلفية
كان الدوق الأكبر قسطنطين، الابن الثاني لبولس الأول، الوريث المفترض لأخيه الحاكم ألكسندر، الذي لم يكن له أبناء شرعيون، حتى عام 1823. في عامي 1821 و1822 اتفق الأخوة رومانوف على أن يتنازل قسطنطين عن ترتيب الخلافة لصالح نيكولاس. إبرم الاتفاق غير الرسمي من خلال بيان ألكسندر السري في عام 1823. ولم يكن قسطنطين ولا نيكولاس على علم بوجودها؛ فقد اعتقدت البلاد كلها بصدق أن قسطنطين هو الوريث. السرية الشديدة جعلت البيان غير قابل للتنفيذ في الحياة الواقعية. عندما وصلت أخبار وفاة ألكسندر إلى سانت بطرسبرغ، تعهد نيكولاس بالولاء لقسطنطين قبل أن يتمكن ألكسندر غوليتسين، أحد الأشخاص الثلاثة المكلفين بحفظ السر، من الوصول إلى قصر الشتاء. دعا غوليتسين إلى عقد اجتماع طارئ لمجلس الدولة وقدَّم البيان. كان أعضاء المجلس، الذين واجهوا الآن أزمة أسرية غير مسبوقة، غير مستعدين للعمل كسلطة دولة وتركوا النتيجة لنيكولاس، الذي أكد ولائه للإمبراطور قسطنطين. قسطنطين، الذي لم يكن ينوي الحكم، أصبح مؤقتًا إمبراطورًا لكل روسيا.

### الإنتاج
وكان وزير المالية جورج فون كانكرين حاضرا في اجتماع مجلس الدولة في التاسع من ديسمبر/كانون الأول، وبالتالي كان على علم بالأزمة الأسرية المتفاقمة. ومع ذلك، أذن كانكرين بتصنيع واختبار المكابس الخاصة بالروبل قسطنطين. وفي نفس اليوم أصدر تعليماته أيضًا لدار سك العملة في سانت بطرسبرغ بالضغط على سلسلة إضافية من الميدالية التي سكت في عام 1779 بمناسبة ميلاد قسطنطين.
تلقت دار سك العملة في سانت بطرسبرغ التعليمات في اليوم التالي، طبعت ميداليات ميلاد قسطنطين على الفور وإرسالها إلى أوامر كانكرين؛ استغرق صنع القوالب أسبوعًا كاملاً. صممت القوالب لتناسب مكابس يدوية ولم يكن من الممكن إعادة استخدامها في مكابس الإنتاج الضخم الآلية. يُعتقد تقليديًا أن مكابس روبل قسطنطين صممت ونحتت بواسطة جاكوب رايشل (الوجه) وفلاديمير أليكسييف (الوجه الخلفي). وفقًا لشوكينا، كان رايشل بالتأكيد هو مؤلف العمل الفني، ولكن كل قالب من القوالب الثلاثة الموجودة على الوجه الأمامي نقش بواسطة النقاش الخاص به. تختلف الثلاثة في جودة الصنع ومرحلة الإنجاز.
وكان وزير المالية جورج فون كانكرين حاضرا في اجتماع مجلس الدولة في التاسع من ديسمبر/كانون الأول، وبالتالي كان على علم بالأزمة الأسرية المتفاقمة. ومع ذلك، أذن كانكرين بتصنيع واختبار المكابس الخاصة بالروبل قسطنطين. وفي نفس اليوم أصدر تعليماته أيضًا لدار سك العملة في سانت بطرسبرغ بالضغط على سلسلة إضافية من الميدالية التي سكت في عام 1779 بمناسبة ميلاد قسطنطين.
تلقت دار سك العملة في سانت بطرسبرغ التعليمات في اليوم التالي. طبعت ميداليات ميلاد قسطنطين على الفور وإرسالها إلى أوامر كانكرين؛ استغرق صنع القوالب أسبوعًا كاملاً. صممت القوالب لتناسب مكابس يدوية ولم يكن من الممكن إعادة استخدامها في مكابس الإنتاج الضخم الآلية. يُعتقد تقليديًا أن مكابس روبل قسطنطين صممت ونحتت بواسطة جاكوب رايشل (الوجه) وفلاديمير أليكسييف (الوجه الخلفي). وفقًا لشوكينا، كان رايشل بالتأكيد هو مؤلف العمل الفني، ولكن كل قالب من القوالب الثلاثة الموجودة على الوجه الأمامي نقش بواسطة النقاش الخاص به. تختلف الثلاثة في جودة الصنع ومرحلة الإنجاز.
قامت الدار بطبع أول عينة من العملة في، عندما كان آل رومانوف قد حلوا بالفعل أزمة الخلافة لصالح نيكولاس. العدد الفعلي لروبلات قسطنطين هو أمر مثير للجدل. وفقًا لإيفان سباسكي، كان هناك خمسة فقط. وفقًا للدراسات التي أجراها بارتوشيفيتش وفالنتين يانين، كان هناك ستة روبلات قسطنطينية بأحرف حافة مناسبة، وقد فقد واحد منها دون أن يترك أثراً. واقترح يانين أن العملة المفقودة السادسة استولى عليها كانكرين نفسه. من المرجح أن العملات المعدنية الثلاث المعروفة التي لا تحمل أحرفًا على الحافة (روبل شوبرت، وروبل ريختر، وروبل فوكس) احتفظ بها بشكل غير قانوني من قبل موظفي دار السك أو رؤسائهم.
في مساء يوم أعلن نيكولاس نفسه إمبراطورًا. وفي اليوم التالي، انتصر نيكولاس على ثورة الديسمبريين واستولى على السيطرة الكاملة على البلاد. أمر كانكرين بوقف كل الأعمال المتعلقة بروبل قسطنطين وأعلن أن الأمر برمته سر من أسرار الدولة. لقد ترك اثنين من ثلاثة أزواج من قوالب الطباعة غير مكتملة؛ إلى جانب خمسة عملات معدنية، وقوالب طباعة من القصدير، ورسومات رايشل الأصلية، وأحتفظ بها في خزائن وزارة المالية. وظل وجودهم سريًا للغاية طوال عهد نيكولاس الأول.

### إعادة الاكتشاف
في عام 1857، وبعد وفاة نيكولاس وجميع من شاركوا في صك روبل قسطنطين، كسر الجنرال فيودور شوبرت (1789-1865) الصمت ونشر وصفًا موجزًا لروبل قسطنطين من مجموعته الخاصة. كتب شوبرت أن عملته كانت عينة اختبار أُرسلت لموافقة قسطنطين خلال فترة خلو العرش، وأن قوالب الصك دُمرت عند تولي نيكولاس الأول العرش. كانت عملة شوبرت تفتقر إلى حروف الحافة.
في عام 1866، نشر برنهارد كارل فون كوينه روايته لتاريخ العملة؛ ووفقًا لكوينه، كانت القضية برمتها مشروعًا خاصًا لرايشل. كتب كوينه أن رايشل أرسل ثلاث عملات إلى وارسو، واختفت جميعها عندما نُهبت قصر قسطنطين خلال انتفاضة نوفمبر. ودُمرت عينتان متبقيتان في سانت بطرسبرغ مع المكابس.
في عام 1873، طعن الأمير تروبيتسكوي (1813-1889) في قصة كوين ونشر تفسيرًا مختلفًا للأحداث. ووفقًا لتروبيتسكوي، فقد أُرسلت جميع عينات الاختبار الخمس إلى وارسو وانتهى بها الأمر في أيدي ناب بولندي مجهول هاجر لاحقًا إلى فرنسا. وبعد وفاته، أصبح تروبيتسكوي وكيلًا لأرملته؛ ويُزعم أن عملتين أو ثلاث عملات بيعت لجامع أمريكي وتعرضت للغرق في حطام سفينة، بينما بقيت اثنتان في حوزة تروبيتسكوي. طعن هواة الجمع الروس في رواية تروبيتسكوي واشتبهوا في أن ما يسمى روبل تروبيتسكوي كان مزيفًا. بعد الحرب العالمية الثانية، استرد فالنتين يانين جزءًا من تروبيتسكوي: ووفقًا ليانين، كانت الشحنة الأسطورية للعينات إلى وارسو بمثابة تستر على اختراع كانكرين، وليست خدعة تروبيتسكوي نفسه.
في عام 1874، أبلغ أفاناسي بيتشكوف (1818-1899) عن وصف مفصل لعملتين معدنيتين من روبل قسطنطين من مجموعته. كانت أدلة بيشكوف، وفقًا لفالنتين يانين، عبارة عن عينات حقيقية من العمل قيد التقدم احتفظ بها كانكرين. يوضح وجودهم الفرق بين عدد نسخ القصدير المسجلة في عام 1825 (تسعة عشر) وفي عام 1884 (سبعة عشر). افترض يانين أن بيشكوف ربما ورث من كانكرين روبل قسطنطين السادس الافتراضي، وأنه أعيد بيعه في أوروبا في عام 1898.
وقد أكد منشور صدر عام 1880 عن المدير التنفيذي السابق لوزارة المالية، دي إف كوبيكو، الشكوك ضد تروبيتسكوي. وفقًا لكوبيكو، لا تزال الوزارة تمتلك خمسة روبلات قسطنطين الفضية، وثلاث مجموعات من قوالب الضغط، وتسعة عشر عينة من الصفيح. يبدو أن روبل شوبرت، الذي كان يفتقر إلى نقش الحافة، كان عبارة عن طباعة أصلية تعود إلى عام 1825، لكن عدد هذه الطباعة غير المكتملة ومكان وجودها ظل مجهولاً. كما ظل الجمهور يجهل أنه قبل بضعة أشهر، في عام 1879، قام ألكسندر الثاني ملك روسيا بإخراج خمسة روبلات قسطنطينية أصلية من القبو.
كشفت عن قصتهم في منشور عام 1886 من قبل الدوق الأكبر جورجي ميخائيلوفيتش، الذي كان يمتلك أحد روبلات قسطنطين الأصلية. احتفظ ألكسندر الثاني بعملة معدنية لنفسه (وهي الآن في حوزة متحف الدولة التاريخي)، وتبرع بعملة أخرى لمتحف الإرميتاج، ومرر العملات الثلاث الأخرى إلى أقاربه: ألكسندر هسن، وجورجي ميخائيلوفيتش، وسيرجي أليكساندروفيتش. تبرعوا بالمجموعات الثلاث من المكابس والأعمال الفنية الأصلية التي رسمها رايشل على الرق إلى متحف الإرميتاج في أكتوبر 1884 بعد أن ناشد مدير الإرميتاج فاسيلتشيكوف الإمبراطور الجديد ألكسندر الثالث.

## التوزيع والمنشأ
روبل قسطنطيني آخر بدون نقش على الحافة، وهو ما يسمى روبل ريختر، ظهر أثناء الحرب العالمية الأولى. ووفقًا لعالم العملات الرئيسي في متحف هيرميتاج إيفان سباسكي (1904-1990)، الذي فحص روبل ريختر في عام 1962، فمن المرجح أن يكون أصليًا (كتب سباسكي أن العملة المعدنية تطابق قوالب الطباعة الأصلية). وقد ظهر روبل ثالث من هذا النوع، وهو روبل جارشين فوكس، في ألمانيا عام 1981 ويعتبر أصلياً أيضاً. أدى هذا الاكتشاف إلى رفع العدد الإجمالي لروبلات قسطنطين الموجودة إلى ثمانية.
لا تزال هناك عملتان معدنيتان تحملان نقشًا بارزًا على الحافة في روسيا، في متحف الإرميتاج في سانت بطرسبرغ ومتحف الدولة التاريخي في موسكو. انتهى الأمر بكل الأموال الأخرى، بما في ذلك روبلات شوبرت وريختر، في الخارج. مجموعة جورجي ميخائيلوفيتش مملوكة الآن لمؤسسة سميثسونيان، أما المجموعات الأخرى فهي مملوكة للقطاع الخاص. ارتفعت أسعار المزادات لروبلات قسطنطين الأصلية من 41 ألف دولار أمريكي في عام 1964 إلى 200 ألف دولار في عام 1974، ولكنها انخفضت في عام 1981 إلى 51 ألف دولار. في عام 2004، بيعت أحد روبلات شوبرت مقابل 525 ألف دولار. وزعمت شركة المزاد أن هذا كان أعلى سعر مسجل في ذلك الوقت لعملة غير أمريكية.
وقد لخص إيفان سباسكي دراساته حول المنشأ، والتي نشرت بعد وفاته في عام 1991، على النحو التالي:
| النوع                              | الاسم الفردي (سباسكي)    | الوزن (جرام) | ظروف إعادة الاكتشاف | آخر مالك معروف (as of 1990) |
| ---------------------------------- | ------------------------ | ------------ | --- | --------------------------- |
| عملة إثبات مطبوعة بأحرف على الحافة | روبل هيرميتاج            | 20.63        | جرى تسليمها من وزارة المالية إلى الإرميتاج في 19 يونيو 1879. | متحف أرميتاج                |
| عملة إثبات مطبوعة بأحرف على الحافة | الكسندر الثاني روبل      | 20.55        | جرى تسليمها من وزارة المالية إلى ألكسندر الثاني في 15 يونيو 1879. تم نقلها إلى متحف الإرميتاج في عام 1926 ومن هناك إلى متحف الدولة التاريخي في عام 1930. | متحف الدولة التاريخي        |
| عملة إثبات مطبوعة بأحرف على الحافة | روبل جورجي ميخائيلوفيتش  | 18.52        | قُدِّمت إلى الدوق الأكبر جورج ميخائيلوفيتش عام 1879. أُودِعَت في المتحف الروسي عام 1909. خلال الحرب الأهلية الروسية، نُقِلَت المجموعة بأكملها خارج البلاد وظهرت مجددًا في يوغوسلافيا. استعادتها ماريا أميرة اليونان والدنمارك، والدة جورج، بأمر قضائي. بعد وفاتها، نقلت إحدى بناتها المجموعة إلى الولايات المتحدة. اشترى ويليس دو بونت العملة عام 1959 وتبرع بها لمؤسسة سميثسونيان.                                                                                  | مؤسسة سميثسونيان            |
| عملة إثبات مطبوعة بأحرف على الحافة | روبل سيرجي ألكساندروفيتش | غير معروف    | قدمت إلى الدوق الأكبر سيرجي أليكساندروفيتش في عام 1879 أو 1880. ومن المفترض أن العملة بيعت بالمزاد العلني في هامبورغر في عام 1898 وفي شولمان (نيويورك) في عام 1965. | غير معروف                   |
| عملة إثبات مطبوعة بأحرف على الحافة | روبل ألكسندر فون هيسه    | 20.61        | أُهديت إلى الأمير ألكسندر من هيسن في فبراير 1880. عُرضت في مزاد علني في ميونيخ في يناير 1914 لعائلة براند. عُرضت في مزاد علني عام 1964 لسول كابلان، ثم بيعت لاحقًا لجامع سويسري. | غير معروف                   |
| روبل شوبرت بدون حروف على الحافة    | روبل رايشل-شوبرت-تولستوي | 20.75        | أول روبل قسطنطيني عُرض للعلن من خلال منشور لشوبرت عام 1857. في عام 1913، عُرض في مزاد علني كجزء من تركة الكونت تولستوي. في عام 1961، امتلكه أ. إي. كيلبش، وهو مهاجر روسي إلى الولايات المتحدة، إلى جانب عدة عملات مزيفة. باعت تركة كيلبش روبل قسطنطين الخاص بها إلى عميل خاص عام 1974 مقابل 200 ألف دولار أمريكي. | غير معروف                   |
| روبل شوبرت بدون حروف على الحافة    | روبل جوزيف ريختر         | 20.57        | وفقًا لسباسكي، قد تكون هذه العملة هي العملة التي احتفظ بها كانكرين سرًا. عادت للظهور في سانت بطرسبرغ خلال الحرب العالمية الأولى، وكانت ملكًا لجامع العملات السوفيتي ريختر. فحصها إيفان سباسكي عام 1962 ووجد أنها تُطابق قوالب مطبعة هيرميتاج. بعد وفاة ريختر، ظهرت العملة في ألمانيا. لم يتمكن مالكها الجديد، عالم العملات فيلهلم فوكس، من بيعها عبر دار سوذبيز للمزادات عام 1981؛ وبحلول عام 1990، كان يُعتقد أنها موجودة ضمن مجموعة خاصة في الولايات المتحدة. | غير معروف                   |
| روبل شوبرت بدون حروف على الحافة    | روبل جارشين فوكس         | 20.89        | كانت مملوكة لجامع التحف السوفيتي غارشين (1887-1956). بعد عشرين عامًا من وفاته، عادت للظهور في ألمانيا بحوزة فيلهلم فوكس. في عام 1979، عُرضت للبيع في الولايات المتحدة مقابل 114,000 دولار أمريكي. | غير معروف                   |

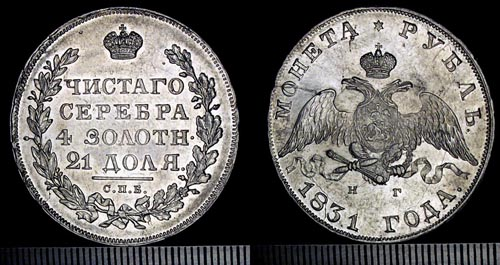
استخدمت الروبلات الفضية الحقيقية التي ضغطت في عهد ألكسندر الأول ونيكولاس الأول كفراغات لضغط روبل قسطنطين المزيف.

أصبحت مجسمات تروبيتسكوي المزيفة من المقتنيات النادرة في حد ذاتها؛ حيث حافظوا على اثنتين منها في متحف هيرميتاج ومتحف سميثسونيان (الأخير جزء من مجموعة جورجي ميخائيلوفيتش).
وقد تداولوا عدد كبير من المنتجات المزيفة الأخرى، بعضها عالي الجودة، في أوروبا وروسيا. وقد صنعت إما من عملات فضية حقيقية أنتجت بكميات كبيرة في تلك الفترة، أو من سبائك ناعمة. وفقًا لإيفان سباسكي، طبعت جميع المنتجات المزيفة عالية الجودة من هذا النوع على نفس مجموعة القوالب. وبحسب كالينين فإن العملات المعدنية الأصلية الصادرة من متحف الإرميتاج لم تعد صالحة للسك. خلال الحرب العالمية الثانية، أرسلت مجموعة العملات المعدنية التابعة لمتحف هيرميتاج من المدينة إلى عمق العمق الخلفي. تخزنت القوالب في ظروف رطبة غير مناسبة مما تسبب في تآكل الأسطح المصقولة. إن البقع الصدئة على قوالب الإرميتاج، وفقًا لكالينين، تمنع إلى الأبد استخدامها (أو إساءة استخدامها) في استنساخ روبل قسطنطين.

## روابط خارجية
- قوالب روبل قسطنطين بافلوفيتش. متحف الإرميتاج.